# Román González (baloncestista)
Román Javier González (Lanús, 28 de enero de 1978), apodado «Chuso» o «Gigante», es un jugador de básquetbol argentino. Juega en la posición de pívot y su equipo actual es Ciclon BBC, en Rosario. Formó parte de la selección argentina de básquet en varios certámenes a lo largo de la década del 2000 y fue integrante de la Generación Dorada. Logró la medalla de bronce en los Juegos Olímpicos Pekín 2008.

## Trayectoria

### En clubes

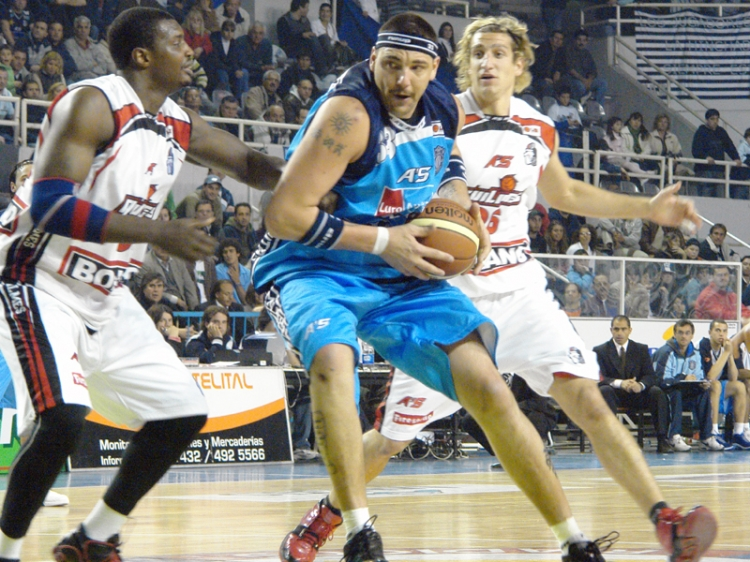
González, jugando para Peñarol de Mar del Plata, en 2007.

- Gimnasia (Comodoro Rivadavia), LNB, 1996-98.
- Deportivo San Andrés, TNA, 1998-2000.
- Libertad (Sunchales), LNB, 2000-2002.
- Aguada, LUB, 2002-03
- Basket Rimini, LegADue, 2003-05.
- Argentino de Junín, LNB, 2005-06
- Baloncesto León, 2006.
- Basket Club Ferrara, LegADue, 2006.[n 1]
- Al-Ittihad, 2006.
- Regatas Corrientes, LNB, 2006-07.
- Trotamundos de Carabobo, 2007.
- Peñarol, LNB, 2007-2009.
- Quimsa, LNB, 2009-2011.
- Quilmes, LNB, 2011.
- Atenas de Córdoba, LNB, 2012-13.
- Red Star BBC (Catamarca), TFB, 2014.
- Welcome, LUB, 2014.
- Sionista, LNB, 2014-2015.[2]
- San Lorenzo de Almagro, TNA, 2015.
- Monte Hermoso Básquet, TNA, 2015-2016.
- Club Atlético Rosario Tala, TFB, 2016.[3]
- Argentino de Pergamino, TFB, 2016-2017.
- Ferrocarril Patagónico (Puerto Madryn), TFB, 2017
- Club Regatas Coronda, Asociación Santafesina de Básquetbol, 2021
- Club Ciclon BBC, Rosario, Asociación Rosarina de Básquetbol, 2024

### En Selección Nacional
- 2003: Debutó en la selección en los Juegos Panamericanos de 2003, obtuvo el 6.° puesto.
- 2003: Campeonato Sudamericano de Básquetbol, obtuvo el 2.° puesto.
- 2004: Campeonato Sudamericano de Básquetbol, obtuvo el 1.° puesto.
- 2005: Copa continental Stankovic, obtuvo el 2.° puesto.
- 2005: Campeonato FIBA Américas, obtuvo el 2.° puesto.
- 2007: Juegos Panamericanos de 2007, obtuvo el 4.° puesto.
- 2007: Campeonato FIBA Américas, obtuvo el 2.° puesto.
- 2008: Campeonato Sudamericano de Básquetbol, obtuvo el 1.° puesto.
- 2008: FIBA Diamond Ball 2008: obtuvo el 1.° puesto.
- 2008: Juegos Olímpicos de Beijing, obtuvo el 3.° puesto.
- 2010: Campeonato Sudamericano de Básquetbol, obtuvo el 2.° puesto.